# USS Seawolf (SS-197)
Pour les autres navires du même nom, voir USS Seawolf.
L'USS Seawolf (SS-197) est un sous-marin de classe Sargo construit pour l'US Navy à la fin des années 1930.
Construit au chantier naval Portsmouth Naval Shipyard à Kittery, sa quille est posée le 27 septembre 1938, il est lancé le 15 août 1939, parrainé par Mme Syria Florence Kalbfus et mis en service le 1er décembre 1939, sous le commandement du Lieutenant Frederick B. Warder.

## Historique

### Entre-deux-guerres
Après sa mise en service, le Seawolf quitte Portsmouth (New Hampshire) le 12 avril 1940 pour sa croisière inaugurale jusqu'au 21 juin, qui l'emmène jusqu'au sud de la zone du canal de Panama. Le Seawolf est ensuite affecté à la flotte du Pacifique, dont le port d'attache était San Diego. À l'automne 1940, il se rend dans la baie de Manille et opère depuis la base de Cavite.

### Seconde Guerre mondiale
Lorsque la guerre avec le Japon éclate, le submersible débute sa première patrouille du 8 au 26 décembre 1941. Il opère contre les navires japonais au large du détroit de San-Bernardino. Le 14 décembre, il tire une salve de torpilles sur le Sanyo Maru à Port San Vicente. Une torpille le touche mais n'explose pas. Repéré, le Seawolf essuie une attaque de charges de profondeur sans dommage.
Le Seawolf quitte Manille le 31 décembre 1941 et arrive à Darwin le 9 janvier 1942. Il charge 30 à 40 tonnes de munitions antiaériennes de calibre .50 (12,7 mm) pour les forces américaines du Corregidor, avant de rejoindre la baie de Manille le 16 janvier. Lors de son transit le 21 janvier, il localise un convoi de sept cargos japonais accompagnés de quatre destroyers et d'un croiseur. Il ne tire aucune des huit torpilles dont il dispose à bord. Les munitions sont déchargées les 28 et 29 janvier à Corregidor. Le Seawolf recharge alors des torpilles et des passagers en se dirigeant vers Surabaya, à Java.
Le Seawolf appareille de Surabaya le 15 février et navigue dans le détroit de Lombok, en mer de Java. Le 19 février, pendant la bataille du détroit de Badung, il tire quatre torpilles contre deux cargos japonais dans le détroit de Badung. Les dommages sont inconnus ; l'un des deux navires, le Sagami Maru, est endommagé par une attaque aérienne de l'USAAF.
Une semaine plus tard, il attaque un cargo japonais avant d'être lui-même attaqué par des charges de profondeur d'un destroyer d'escorte. En mars, le Seawolf patrouille entre Java et l'île Christmas. Le 1er avril, lors de la bataille de l'île Christmas, le submersible torpille le croiseur léger japonais Naka, qui est forcé de retourner au Japon pour des réparations, l'éloignant du théâtre du Pacifique pendant près d'une année. Ignorant qu'il avait atteint sa cible, le Seawolf reste sous le feu ennemi pendant près de sept heures et demie. Il rejoignit Fremantle le 7 avril, où il fut décoré de la Navy Unit Commendation.

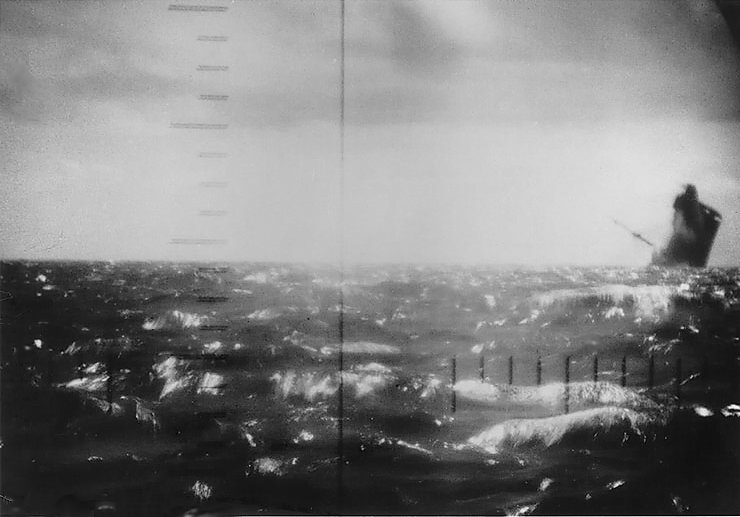
Photographie périscopique d'un navire japonais en train de couler, torpillé par le Seawolf au cours d'une patrouille dans la région des Philippines à l'automne 1942. Il s'agit peut-être du Gifu Maru, coulé le 2 novembre 1942 dans le golfe de Davao.

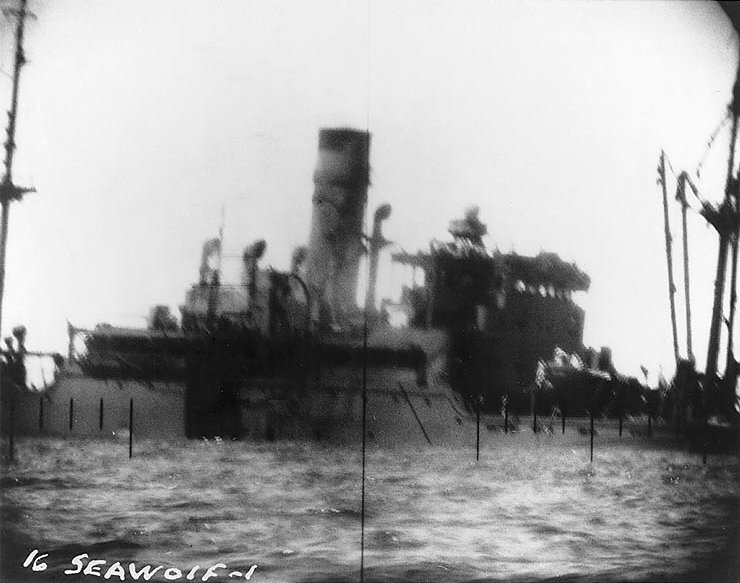
Photographie périscopique d'un navire japonais en train de couler, torpillé par le Seawolf dans la région des Philippines à l'automne 1942. Il s'agit soit du Gifu Maru, coulé le 2 novembre 1942, soit du Keiko Maru, coulé le 8 novembre.

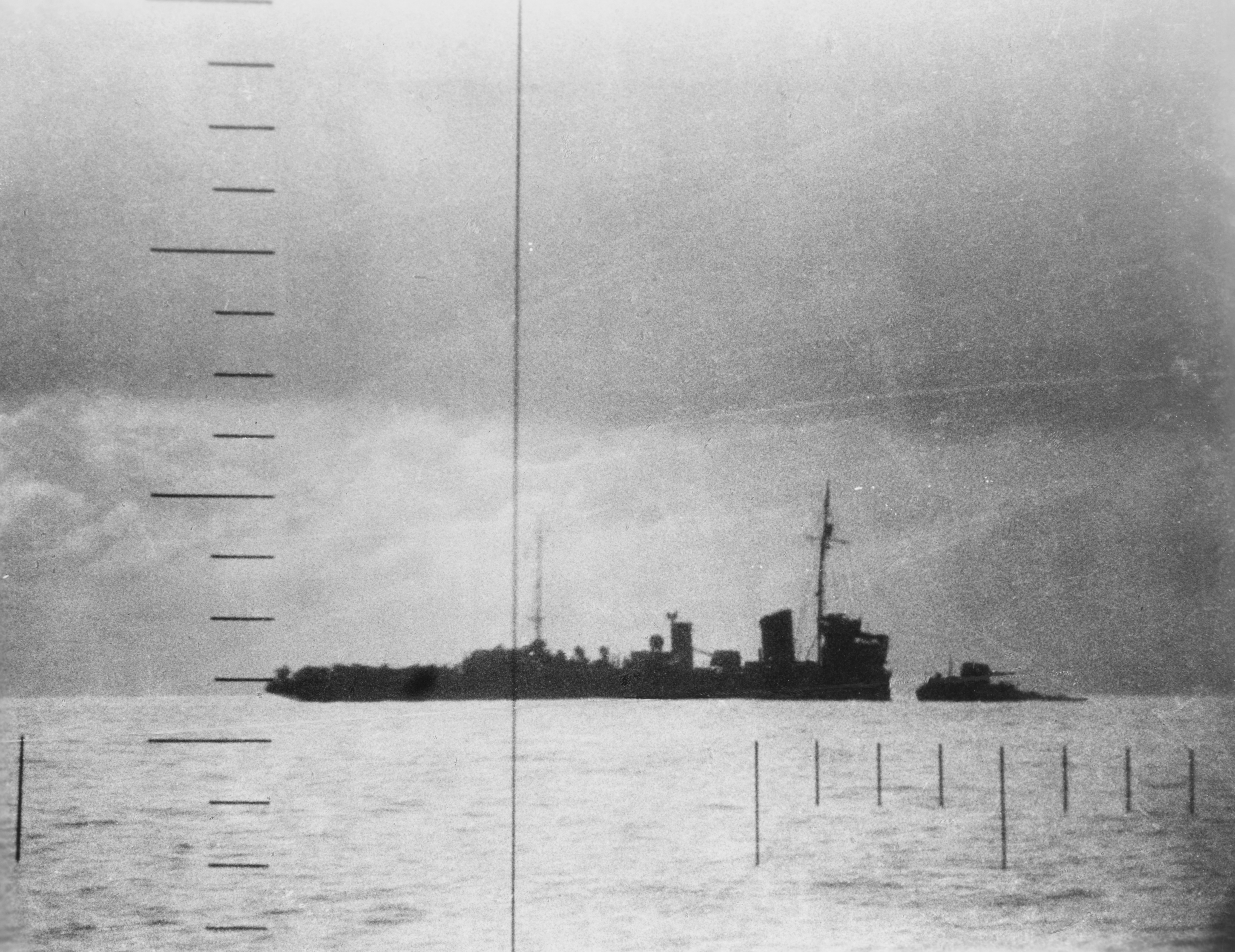
Naufrage du patrouilleur n°39 (ex-destroyer Tade) après avoir été torpillé par le Seawolf le 23 avril 1943.

Du 12 mai au 2 juillet, le Seawolf patrouille la région des Philippines, au cours duquel il attaque des cargos les 20 et 23 mai et les 12, 13, 15 et 28 juin. Le 13 juin, il tire des torpilles sur deux navires, des explosions sont entendus par l'équipage ; aucun naufrage n'est confirmé. Le sous-marin est crédité du naufrage du Nampo Maru le 15 juin. Retournant à Fremantle le 2 juillet 1942, il reprend la mer pour sa sixième patrouille de guerre trois semaines plus tard.
Le submersible patrouille en mer de Sulu et en mer de Célèbes du 25 juillet au 15 septembre. Il attaque un pétrolier le 3 août, coule le Hachigen Maru le 14 août et le Showa Maru onze jours plus tard. Après un passage à Fremantle pour un réaménagement, il opère dans la région du golfe de Davao du 7 octobre au 1er décembre. Lors de cette période, le Seawolf coule le Gifu Maru le 2 novembre, le Sagami Maru le lendemain, et le Keiko Maru le 8 novembre. Rentrant à Pearl Harbor le 1er décembre 1942, le Lieutenant commander Royce L. Gross prend le commandement du sous-marin le 18 janvier 1943. Le submersible fait route à Mare Island pour une révision.
Arrivé à Mare Island le 10 décembre, sa révision s'achève le 24 février 1943. Il retourne à Pearl Harbor le 13 mars et, le 3 avril, reprend la mer pour une nouvelle patrouille. Cette patrouille s'achève prématurément (le 3 mai), après avoir tiré la totalité de ses torpilles contre un convoi ennemi près des îles Bonin. Le 15 avril, il torpille le Kaihei Maru, coule un vieux destroyer converti en patrouilleur (patrouilleur n°39) le 23 avril; et coule deux sampans de 75 tonnes avec son canon de 76 mm (non confirmé).
Le Seawolf accoste aux Midway pour un court réaménagement, avant d'appareiller de cette île le 17 mai pour la mer de Chine orientale. Dans cette zone, il localise plusieurs grands convois en transit de Formose à Nagasaki. Le sous-marin traque un convoi de 11 navires et tire des torpilles sur l'un des cargos du convoi le 6 juin. Une torpille atteint la cible mais s'avère être un raté, et une autre passe sous le cargo en touchant un navire d'escorte. Deux semaines plus tard, il tire des torpilles contre quatre navires. L'un d'eux, le Shojin Maru, est touché à la poupe et coule en neuf minutes. Le sous-marin retourne aux Midway le 8 juillet, puis fait route vers Pearl Harbor qu'il atteint quatre jours plus tard, achevant alors sa neuvième patrouille.
Sa patrouille suivante se déroule du 14 août au 15 septembre, opérant en mer de Chine orientale. Elle s'achève également prématurément en raison d'un manque de torpilles. Le submersible coule néanmoins 12 995 tonnes de navires ennemis et endommagea le torpilleur Sagi le 31 août 1943.
Lors de sa onzième patrouille, l’amenant en mer de Chine méridionale du 5 octobre au 27 novembre, il coule les Wuhu Maru, Kaifuku Maru, et endommage le transport de 8359 tonnes Hokuriku Maru. Le sous-marin retourne à Pearl Harbor le 27 novembre et, le 22 décembre 1943, se dirige vers la mer de Chine orientale, où il attaque un convoi de sept navires dans la nuit du 10 au 11 janvier 1944 et coule trois navires totalisant 19 710 tonnes.
Le 14 janvier, le Seawolf tire ses quatre dernières torpilles contre deux navires marchands d'un convoi, en endommageant un et en coulant le Yamatsuru Maru. Tout en suivant le convoi, il envoie sa position par radio au Whale, qui arriva sur zone le 16 janvier et attaqua le convoi, endommageant un navire et coulant le Denmark Maru. Le lendemain matin, le Whale en endommagea un autre avant d'interrompre la mission.
Le Seawolf atteint Pearl Harbor le 27 janvier et fait route pour San Francisco, en Californie, deux jours plus tard. Après avoir subi une révision majeure à Hunters Point, le sous-marin fait route vers Pearl Harbor le 16 mai. À son arrivée, le submersible repart photographier l'île de Peleliu, dans les îles Palaos, en vue d'une prochaine attaque de cette forteresse. Il mène à bien cette mission malgré les constantes patrouilles aériennes ennemies du 4 juin au 7 juillet.
Le sous-marin se dirige ensuite vers Majuro avant d'être dérouté vers Darwin pour une mission spéciale à Tawi-Tawi, dans l'archipel de Sulu. Le sous-marin s'approche à moins de 700 mètres de la plage, décharge des fournitures et des hommes, embarque le capitaine Frank Young (Allied Intelligence Bureau (en)) et le débarque à Brisbane. Une opération similaire a lieu au nord de l'île de Palawan.

### Ultime patrouille et perte
Le Seawolf appareille de Brisbane le 21 septembre pour entamer sa 15e patrouille de guerre sous le commandement du Lieutenant commander Albert Marion Bontier. Il atteint l'île de Manus le 29 septembre, fait le plein de carburant et repart le même jour en transportant des provisions et du personnel de l'armée sur la côte orientale de Samar.
Le Seawolf et le Narwhal s'échangent des signaux de reconnaissance radar à 07 h 56 le 3 octobre dans la région de Morotai. Peu de temps après, un Task group de la 7e flotte est attaqué par le RO-41. Le destroyer d'escorte Shelton est torpillé et coulé, tandis que le Richard M. Rowell se met à la recherche de l'ennemi.
À proximité, quatre sous-marins américains patrouillaient dans la zone au moment de cette attaque. Ils sont alors redirigés avec ordre de donner leurs positions, ce que ne fera pas le Seawolf pour une raison inconnue. Le 4 octobre, le Seawolf reçoit de nouveau l'ordre de signaler sa position, et on n'obtient toujours aucune réponse. Puis l'un des deux appareils du porte-avions Midway aperçoit un sous-marin plongeant, et décide de larguer deux bombes. La zone est également marquée par un colorant. Le commandant du Richard M. Rowell, pensant qu'aucun sous-marin américain ne se trouve à proximité, décide de passer à l'attaque. Le destroyer établit un contact sonar sur le sous-marin, envoyant une série de tirets et de points qui, selon le commandant, ne ressemblent en rien aux signaux de reconnaissance existants. Croyant une tentative de brouillage de son sonar, le destroyer attaqua avec Hedgehogs. Une deuxième attaque fut suivie par des explosions sous-marines, et des débris remontèrent à la surface.
Le 28 décembre 1944, le Seawolf est déclaré porté disparu. Il est rayé du Naval Vessel Register le 20 janvier 1945.
L'examen d'après-guerre des enregistrements japonais montre qu'aucune attaque énumérée ne peut expliquer la perte de Seawolf. Bien qu'il soit possible qu'il fut perdu à la suite d'une attaque opérationnelle ou d'une attaque ennemie non enregistrée, la thèse du naufrage par un tir ami est le plus probable. 62 officiers et hommes ainsi que 17 passagers de l'armée furent tués dans le naufrage.

## Commandement
- Lieutenant commander Frederick Burdette Warder du 1er décembre 1939 au 18 janvier 1943.
- T/ Commander Royce Lawrence Gross du 18 janvier 1943 à début 1944.
- T/ Commander Richard Barr Lynch du début 1944 au 30 juillet 1944.
- Lieutenant commander Albert Marion Bontier du 30 juillet 1944 au 3 octobre 1944 †.

## Honneurs et récompenses
Le Seawolf a reçu treize battle stars pour son service dans la Seconde Guerre mondiale.
Lors de ses quinze patrouille de guerre, il fut crédité de 71 609 tonnes de navire ennemis envoyés par le fond.
Un hommage au Seawolf et à son équipage fut érigé au Seawolf Park, situé sur Pelican Island (Texas) (en), près de Galveston au Texas.

## Dans la culture populaire
Le Seawolf est l'un des sous-marins (avec les USS Tang, Bowfin, Growler, et Spadefish) dont les patrouilles de guerre peuvent être reconstituées dans le jeu Silent Service de MicroProse, paru en 1985 et dans les différents ports du jeu, dont le système de divertissement Konami, sortie sous la Nintendo Entertainment System.